# Modicogryllus uncinatus
Modicogryllus uncinatus är en insektsart som först beskrevs av Lucien Chopard 1938.  Modicogryllus uncinatus ingår i släktet Modicogryllus och familjen syrsor.

## Underarter
Arten delas in i följande underarter:
- M. u. uncinatus
- M. u. mauritanicus